# Hexachlamys toledoi
Hexachlamys toledoi là một loài thực vật có hoa trong Họ Đào kim nương. Loài này được Mattos mô tả khoa học đầu tiên năm 1970.